# Communauté haïtienne au Chili

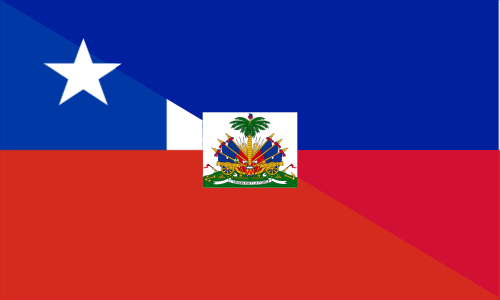
Drapeau hybride entre les drapeaux du Chili et d'Haïti, préservant les éléments caractéristiques des deux drapeaux, l'étoile solitaire du drapeau chilien et le bouclier du drapeau haïtien (Version PNG)

La communauté haïtienne au Chili est l'ensemble des personnes d'origine haïtienne vivant sur le territoire chilien.

## Historique
Haïti connaît depuis longtemps une émigration importante, et le nombre de Haïtiens qui vivent à l’étranger ne cesse d’augmenter. Parallèlement, le Chili a connu au milieu des années 2010 une immigration importante. Le flux de migrants haïtiens au Chili s'est notablement accru après le séisme de 2010 en Haïti. Si la situation économique du Chili est attractive pour les migrants, la présence de militaires chiliens parmi les casques bleus dans la Mission des Nations unies pour la Stabilisation de Haïti a également pu influencer le choix de la destination.
De plus, entre 2010 et 2016, environ 80 000 Haïtiens se sont établis dans plusieurs grandes villes du Brésil après avoir obtenu un visa humanitaire délivré par l’ambassade brésilienne à Port-au-Prince. Mais à partir de 2014, lorsque le Brésil a connu une crise politique et socioéconomique, le Brésil est devenu, pour beaucoup de Haïtiens, un simple point de passage vers le  Chili ou la Guyane française.

## Démographie
La communauté haïtienne au Chili, qui compte environ 180 000 personnes, est fixée principalement dans le Grand Santiago, dans des communes périphériques. Quilicura a ainsi été surnommée « petite Haïti » ou «Haitilicura». C'est l'une des communautés qui ont connu la croissance la plus forte au Chili ces dernières années, avec l'arrivée de quelque 41 000 personnes entre 2013 et 2015. Auparavant, en 2013, on comptait quelque 4 000 immigrants haïtiens.
En 2016, environ 49 000 Haïtiens sont entrés au Chili. En 2017, ils étaient plus de 100 000. Toutefois, depuis 2019, ce flux est en diminution.

## Barrière de la langue et intégration
À la différence d'autres populations latino-américaines, les Haïtiens ne sont pas hispanophones. Ne maîtrisant pas la langue et sans reconnaissance de leurs diplômes, ils se trouvent souvent en situation de précarité et d'emploi peu qualifié.

## Controverses

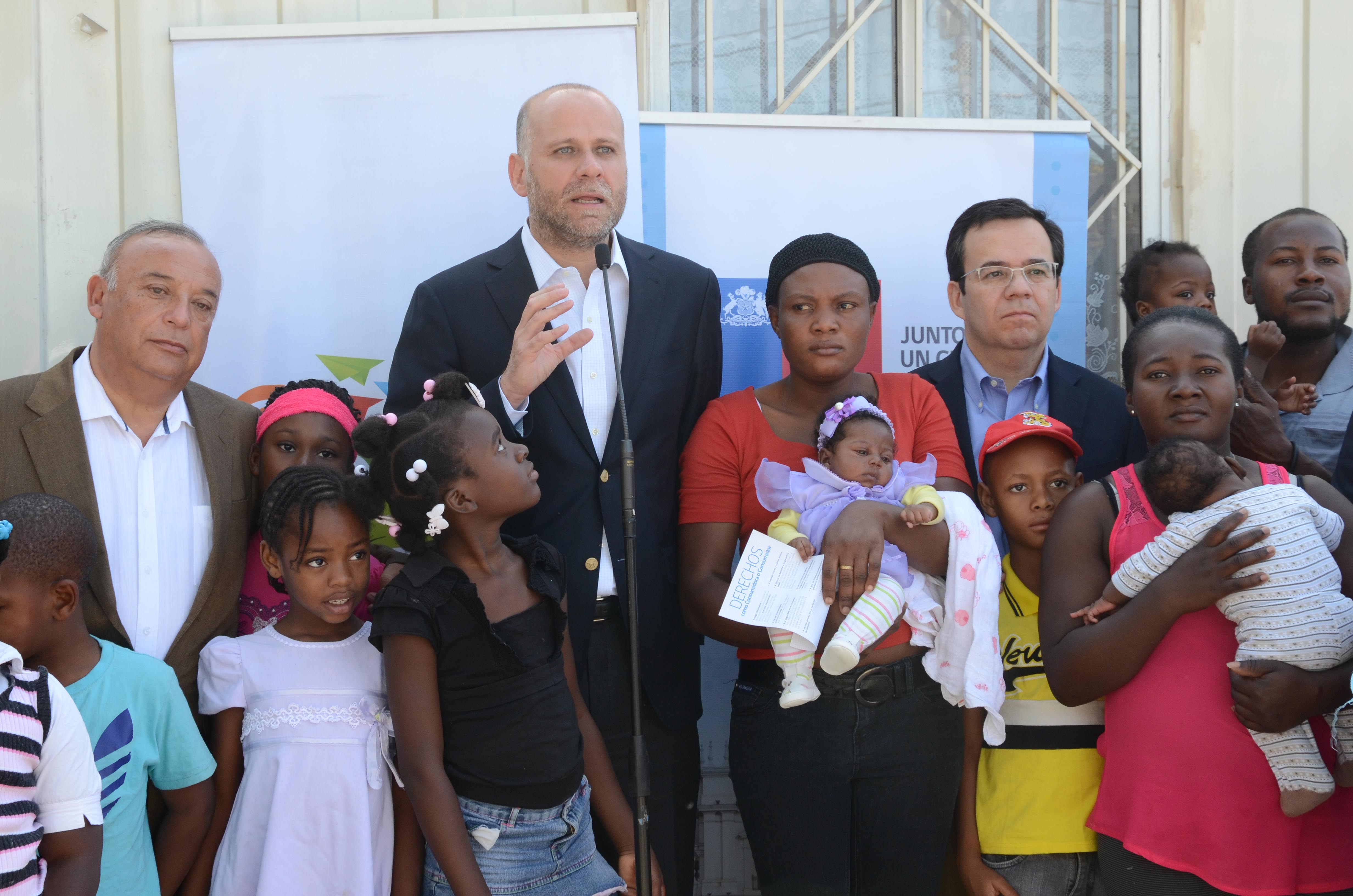
mars 2015

### Rétablissement des visas d'entrée
En raison de l'augmentation de l'immigration haïtienne au Chili, afin de contrôler le flux migratoire, le ministre des Affaires étrangères du gouvernement (de droite) Piñera, Heraldo Muñoz, a annoncé qu'à partir d'avril 2018, l'exigence d'un visa était rétablie pour l'entrée des citoyens haïtiens au Chili, de même qu'elle l'avait été en 2012 pour les citoyens de République dominicaine. Selon les autorités, l'arrivée massive de Haïtiens « a produit des situations de violation des droits chez les migrants eux-mêmes, des problématiques de cohabitation locale, ainsi que des situations délicates de traite de personnes et de trafic illicite de migrants ».

### Enquêtes et polémiques sur le trafic de migrants
En août 2016, après avoir reçu une plainte du Service d'enquêtes de la police, le ministère public a ouvert une enquête sur l'éventuelle participation de la compagnie aérienne Latin American Wings dans un cas de trafic de migrants, à la suite de l'arrivée de 160 Haïtiens qui ont été refoulés vers leur pays d'origine parce qu'entrés au Chili en tant que touristes mais ne pouvant justifier d'une réservation d'hôtel valide. Selon le ministère public, certains passagers arrivaient au Chili avec de fausses lettres d'invitation ainsi que de faux contrats de travail pour obtenir un permis de séjour. Selon l'ex-ministre Heraldo Muñoz, le gouvernement de centre-gauche de Michelle Bachelet avait connaissance de l'existence d'entreprises à Port-au-Prince qui escroquaient les émigrants haïtiens en leur offrant des contrats de travail fictifs contre la vente de leurs maisons. Toujours à propos du gouvernement Bachelet, le successeur de Muñoz, Roberto Ampuero, a commenté « que tous les Chiliens se souviendront très bien que des avions arrivaient de diverses provenances avec des personnes qui disaient qu'ils venaient en tant que touristes et que, tout le monde le savait, en réalité, ils venaient pour rester au Chili de façon permanente ».
Environ 80 % de l'immigration haïtienne au Chili est en situation régulière. Toutefois, sous la présidence de Sebastián Piñera, des « plans de retour humanitaire ordonné » ont permis l'expulsion de plusieurs centaines de Haïtiens pendant l'année 2019 .

### Xénophobie
Devant l'immigration croissante, la xénophobie s'accentue au Chili et les Haïtiens sont confrontés à des préjugés racistes en tant qu'afro-descendants. Le gouvernement de Sebastián Pinera assume une position d'immigration sélective défavorable à l'immigration haïtienne. Celle-ci se voit placée dans une situation de concurrence avec l'immigration vénézuélienne, qui a l'avantage d'avoir la langue espagnole en commun avec le Chili.

### Situation sanitaire
À la suite de l'apparition d'un cluster de COVID-19 dans un foyer de travailleurs haïtiens à Santiago en avril 2020, les résidents ont subi des comportements de harcèlement. À cette date, le ministère de la Santé chilien ne fournissait pas d'information en créole sur les mesures face à la pandémie.

## Personnalités liées à la communauté haïtienne au Chili
- Jean Beausejour, footballeur
- Rétélie Beauchamp, mannequin
- Pierre Desarmes, Gyvens Laguerre et David Versailles, musiciens du groupe Reggaeton Boys